# Vrachonisides Kalogeroi Kai Thalassia Zoni
Vrachonisides Kalogeroi Kai Thalassia Zoni este o arie protejată (sit de importanță comunitară — SCI) din Grecia întinsă pe o suprafață de 1.750,17 ha, integral pe uscat.

## Localizare
Centrul sitului Vrachonisides Kalogeroi Kai Thalassia Zoni este situat la coordonatele 38°09′40″N 25°17′02″E / 38.161005°N 25.283855°E.

## Înființare
Situl Vrachonisides Kalogeroi Kai Thalassia Zoni a fost declarat sit de importanță comunitară în martie 2010 pentru a proteja un număr necunoscut de specii din flora spontană și fauna sălbatică aflate în arealul zonei.

## Biodiversitate
Situată în ecoregiunile marină mediteraneană și mediteraneană, aria protejată conține 3 habitate naturale: Bancuri de nisip acoperite în permanență slab de apă marină, Recifuri, Peșteri marine scufundate complet sau parțial.
La baza desemnării sitului se află un număr nedeclarat de specii protejate: